# Karl Axelsson
Karl Axelsson, född 1986 i Stockholm, är en svensk politiker (folkpartist). Han var ordförande för Liberala studenter, Folkpartiet liberalernas studentnätverk, 2011-2012. Axelsson var även andre vice ordförande i Liberala ungdomsförbundet från 2010 till dess att han avgick vid kongressen i Uppsala 2012.

## Biografi
Han har studerat företagsekonomi vid Stockholms universitet och arbetar sedan 2011 som kommunikationsassistent på Ratio.